# 星際拓荒
《星際拓荒》是一款由Mobius Digital開發並由安納布爾納互動發行在Xbox One、Microsoft Windows、PlayStation 4和任天堂Switch平台上的动作冒险游戏，頭兩個版本在2019年5月29日發行，PS4版在同年10月15日公開發售，NS版本于2023年12月7日发售。在遊戲中，玩家角色身處在一個行星上，其恆星將在22分鐘後成為一顆超新星並進而蒸發包括他在內星球上的所有生物。玩家需要不斷重複此22分鐘的循環，學習各種細節以改寫超新星爆發的結局。
《星際拓荒》在發行後獲得評論家的廣泛讚賞，並得到多個獎項，包括英國學院遊戲獎最佳遊戲、金搖桿獎最佳獨立遊戲和獨立遊戲節獎謝默斯·麥克納利大獎。

## 遊戲玩法
在《星際拓荒》中，玩定扮演著一位生活在「哈斯星系」（Hearthian Solar System）某星球上的四眼太空人。在遊戲時間的22分鐘過後，當地的恆星會變成一顆超新星，之後遊戲會強制結束，並回到一開始的時候。也因如此，玩家要探索當地的事物，以了解為何當地的恆星會變成超新星、遊牧民族「挪麥」（Nomai）的祕密、有哪些外星種族曾到過「哈斯星系」、尋找宇宙之眼（Eye of the Universe），以及其他可以在隨後的循環中利用的資訊和祕密。舉個例子，為了使用飛船，玩家要移動太空人到當地的天文台，以得到飛船的發動密碼。一旦玩家完成這一操作，下一個循環便不用再到天文台，而是直接用己知的密碼發動飛船。
儘管《星際拓荒》的每次遊戲時間均為22分鐘，但每次循環過後星系都會發生變化，使得玩家能在特定的時間內進入初始行星或其他行星的某些地方；例如一對行星過於接近，使得一行星上的沙被引力吸到到另一行星上，從而使玩家在22分鐘內無法到達後者的地表上。除此之外，玩家的角色有著生命值和氧氣計，當角色返回飛船時會對其進行補充，但若其中一個歸零的話，角色便會死亡，並會回到初始行星的出生點。

## 開發

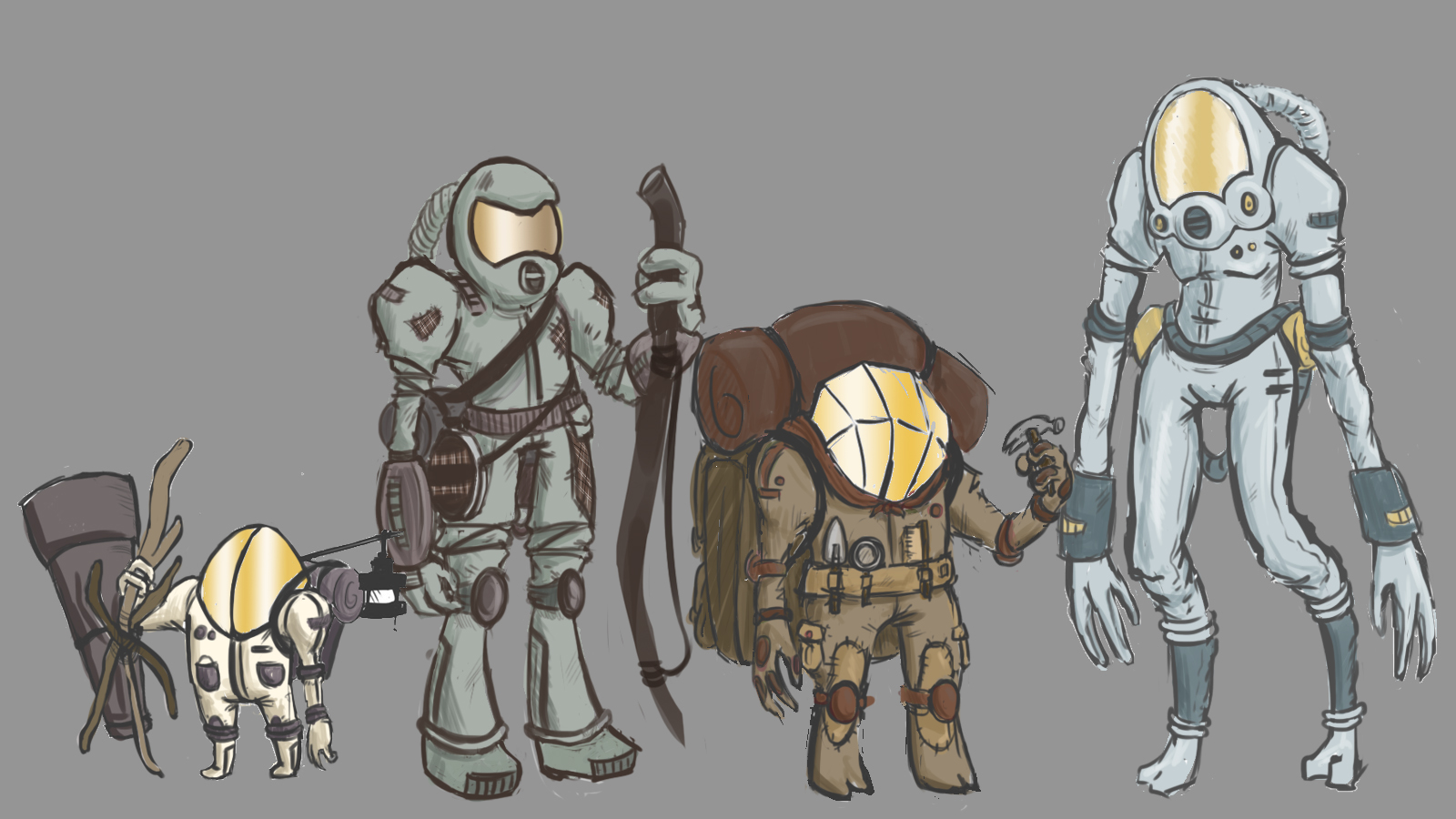
《星際拓荒》的角色概念藝術

《星際拓荒》的想法最初來自亞歷克斯·比楚姆（Alex Beachum）就讀南加州大學電影藝術學院時的碩士論文，後來發展成大量生產的商業作品。他在2012年底開始寫作這用時一年的論文，並著手開發一款「高級遊戲」。比楚姆小時候曾用樂高積木製作過三維的平台遊戲，但他對遊戲事業本身不感興趣，直至入讀南加大電影藝術學院互動式多媒體與遊戲系後才改變想法。
比楚姆原先是想在玩家無法控制的遊戲環境內重現出《阿波羅13號》和《2001太空漫遊》的「太空探索精神」，從而製造一款無目標的開放世界遊戲。他隨後從《薩爾達傳說 風之律動》的非玩家角色中得到靈感，這些角色會講述遙遠土地的故事，以引導玩家到達這些地區。《星際拓荒》有著大量的紮營元素，既反映了比楚姆本人的背包旅行興趣，同時亦強調了玩家角色遠離其家園，孤身一人探索星系的寂寞感。有多位評論家把《星際拓荒》的時間循環與《薩爾達傳說 穆修拉的假面》的相似機制相提並論，比楚姆對此回應道兩者最大的分別在於前者著眼在允許創建大規模的動態系統，後者則側重於因果關係方面。
開發團隊的成員最初大多為來自南加州大學、拉古納藝術與設計學院與大西洋大學學院的學生。比楚姆之後便以製作紙製原型和一邊玩桌上角色扮演遊戲一邊會議的方式集思廣益。團隊後來在Unity中構建出遊戲的雛型，同時又把它放在Processing充當文字冒險遊戲。在比楚姆從南加大畢業後，開發團隊開始招募全職遊戲開發人員，以為將來《星際拓荒》的商業發行打好根基，而比楚姆本人則擔任創意總監。2015年3月，團隊公開遊戲的Alpha版，該版本現今仍可在開發者的網站上免費下載。
曾有過編程經驗的日裔美籍演員岡政偉是遊戲工作室Mobius Digital的創辦人，他在南加大電影藝術學院的演示日中看到《星際拓荒》的演示影片後，認為這是壯大其工作室的好機會，於是便僱用遊戲背後的整個團隊進入Mobius Digital，以好好幫助該作品的開發工作。2015年8月，《星際拓荒》在剛設立不久的群眾募資網站Fig進行眾籌。2018年3月，Mobius Digital宣佈獲得安納布爾納互動的資助，後者已經買斷原本在Fig手上的《星際拓荒》版權，並預計將在同年發行遊戲。Mobius隨後確定將在2018年6月分別發行PC和Xbox One版的《星際拓荒》。同年12月，工作室公佈遊戲的發售日期會延遲至2019年。
2019年5月，Mobius宣佈《星際拓荒》的Windows PC版本將在Epic Games Store上獨佔發售，以換取後者的財政支援。由於在Fig上進行眾籌時，開發團隊曾表示資助者可以獲得Steam的遊戲兌換密鑰，引致部份玩家抱怨是次更改存在不公的情況；而Linux用戶則指出因為其作業系統不兼容Epic Games Store的關係，所以這次更改使得他們無所適從。
《星際拓荒》在2019年5月29日正式發行Xbox One版本，隔天發售Windows版。PlayStation 4方面，Mobius在同年10月15日發行該版本，而Steam版則在2020年6月18日上架。任天堂于2021年2月18日的任天堂直面会上宣布本作將于2021年夏季登陆任天堂Switch平台。美國任天堂推特正式宣布於2023年12月7日發售於Switch平台。

## 反應
| 汇总媒体   | 得分                                |
| ---------- | ----------------------------------- |
| Metacritic | PC：85/100 XONE：85/100 PS4：82/100 |

| 媒体            | 得分    |
| --------------- | ------- |
| Destructoid     | 9/10    |
| Game Informer   | 7.75/10 |
| Game Revolution | [ 23 ]  |
| GameSpot        | 9/10    |
| IGN             | 8.4/10  |
| USGamer         | [ 26 ]  |

《星際拓荒》在發行後獲得評論家的大致好評，其PC版在Metacritic上根據29條評論獲得85/100分，XONE版根據17條評論取得85/100，而PS4版則為根據8條評論的82/100分，三者皆屬「大致正面評價」級別。
IGN的麥克·愛普斯坦（Mike Epstein）給予《星際拓荒》8.4/10分，讚揚該作的開放世界能夠給玩家在其他作品中都找不到的真正冒險，但他也表示遊戲「一子錯，滿盤皆落索」且不作任何提示的複雜性可能會令玩家感到沮喪、難以解決任務。GameSpot的亞歷山德羅·巴博薩（Alessandro Barbosa）則為《星際拓荒》打出9/10分，稱讚遊戲有著迷人的劇情、既多樣又引人入勝的開放世界和能激發好奇心的多條探索路徑，但他亦指出該作有過於複雜的運動控制問題。而Destructoid的克里斯·卡特（Chris Carter）就評出9/10的分數，稱《星際拓荒》為「卓越」的代名詞，雖存在某些瑕疵，但大可以忽視不計。
《星際拓荒》被《紐約客》和《華盛頓郵報》列為2019年其中一款最佳遊戲，並被IGN和PC Gamer評為該年的最佳冒險遊戲。遊戲同時亦被Polygon、Eurogamer、Giant Bomb與《衛報》列作年度最佳遊戲。除此之外，Polygon也把它列為本世紀最佳遊戲之一。

### 獲得獎項與提名
| 年份 | 獎項             | 類別                               | 結果 | 來源                 |
| ---- | ---------------- | ---------------------------------- | ---- | -------------------- |
| 2015 | 獨立遊戲節獎     | 谢默斯·麦克纳利大奖                | 獲獎 | [ 7 ] [ 37 ]         |
| 2015 | 獨立遊戲節獎     | 最佳設計獎                         | 獲獎 | [ 7 ] [ 37 ]         |
| 2018 | 遊戲評論家獎     | 最佳獨立遊戲                       | 提名 | [ 38 ]               |
| 2019 | 金搖桿獎         | 最佳敘事                           | 提名 | [ 39 ] [ 40 ] [ 41 ] |
| 2019 | 金搖桿獎         | 最佳視覺設計                       | 提名 | [ 39 ] [ 40 ] [ 41 ] |
| 2019 | 金搖桿獎         | 最佳獨立遊戲                       | 獲獎 | [ 39 ] [ 40 ] [ 41 ] |
| 2019 | 金搖桿獎         | 最佳音效                           | 提名 | [ 39 ] [ 40 ] [ 41 ] |
| 2019 | 金搖桿獎         | 最佳Xbox遊戲                       | 提名 | [ 39 ] [ 40 ] [ 41 ] |
| 2019 | 金搖桿獎         | 終極年度遊戲                       | 提名 | [ 39 ] [ 40 ] [ 41 ] |
| 2019 | 遊戲大獎         | 最佳遊戲指導                       | 提名 | [ 42 ]               |
| 2019 | 遊戲大獎         | 最佳獨立遊戲                       | 提名 | [ 42 ]               |
| 2019 | 遊戲大獎         | 新晉獨立遊戲開發（Mobius Digital） | 提名 | [ 42 ]               |
| 2020 | 紐約遊戲大獎     | 大蘋果獎年度最佳遊戲               | 提名 | [ 43 ] [ 44 ]        |
| 2020 | 紐約遊戲大獎     | 自由神像獎最佳世界設計             | 獲獎 | [ 43 ] [ 44 ]        |
| 2020 | D.I.C.E.奖       | 年度遊戲                           | 提名 | [ 45 ]               |
| 2020 | D.I.C.E.奖       | 傑出遊戲設計成就                   | 提名 | [ 45 ]               |
| 2020 | D.I.C.E.奖       | 傑出遊戲指導成就                   | 提名 | [ 45 ]               |
| 2020 | D.I.C.E.奖       | 傑出遊戲敘事成就                   | 提名 | [ 45 ]               |
| 2020 | NAVGTR獎         | 最佳角色設計                       | 提名 | [ 46 ]               |
| 2020 | NAVGTR獎         | 最佳原創冒險遊戲                   | 提名 | [ 46 ]               |
| 2020 | 佩加索斯獎       | 最佳國際獨立遊戲                   | 獲獎 | [ 47 ] [ 48 ]        |
| 2020 | 游戏开发者选择奖 | 年度最佳游戏                       | 提名 | [ 49 ]               |
| 2020 | 游戏开发者选择奖 | 最佳處女作品（Mobius Digital）     | 提名 | [ 49 ]               |
| 2020 | 游戏开发者选择奖 | 最佳遊戲設計                       | 提名 | [ 49 ]               |
| 2020 | 游戏开发者选择奖 | 遊戲創新聚光燈                     | 提名 | [ 49 ]               |
| 2020 | 游戏开发者选择奖 | 最佳敘事                           | 提名 | [ 49 ]               |
| 2020 | 西南偏南遊戲獎   | 傑出遊戲設計                       | 提名 | [ 50 ]               |
| 2020 | 西南偏南遊戲獎   | 傑出遊戲配樂                       | 提名 | [ 50 ]               |
| 2020 | 西南偏南遊戲獎   | 傑出敘事                           | 提名 | [ 50 ]               |
| 2020 | 英國學院遊戲獎   | 最佳遊戲                           | 獲獎 | [ 51 ] [ 52 ]        |
| 2020 | 英國學院遊戲獎   | 最佳遊戲設計                       | 獲獎 | [ 51 ] [ 52 ]        |
| 2020 | 英國學院遊戲獎   | 最佳音樂                           | 提名 | [ 51 ] [ 52 ]        |
| 2020 | 英國學院遊戲獎   | 最佳敘事                           | 提名 | [ 51 ] [ 52 ]        |
| 2020 | 英國學院遊戲獎   | 最佳原創遊戲                       | 獲獎 | [ 51 ] [ 52 ]        |
| 2020 | 星雲獎           | 最佳遊戲敘事                       | 提名 | [ 53 ]               |
| 2020 | G.A.N.G.獎       | 最佳獨立遊戲音樂                   | 提名 | [ 54 ]               |
| 2020 | G.A.N.G.獎       | 最佳互動式音樂                     | 提名 | [ 54 ]               |
| 2020 | 威比獎           | 最佳冒險遊戲（人民之聲）           | 獲獎 | [ 55 ]               |
| 2020 | 威比獎           | 最佳美術指導                       | 提名 | [ 55 ]               |
| 2020 | 威比獎           | 最佳遊戲設計                       | 提名 | [ 55 ]               |

## 外部連結
- 官方网站